# Józef Radomiński
Józef Radomiński (ur. 1817, zm. 1890) – pomocnik-referent Agatona Gillera w Komisji Stosunków Zewnętrznych Rządu Narodowego w powstaniu styczniowym.
Tłumacz IX Departamentu Rządzącego Senatu. Referent w Wydziale Prasy Rządu Narodowego w powstaniu styczniowym. Na emigracji współredaktor szeregu pism, bibliotekarz w Rapperswilu.